# Лозовой, Владимир Демьянович
Владимир Демьянович Лозовой (19 февраля 1940, Копанки, Воронежская область — 8 февраля 2019) — советский хозяйственный, государственный и политический деятель.

## Биография
Родился 19 февраля 1940 года в селе Копанки. Член ВКП(б).
С 1960 года — на хозяйственной, общественной и политической работе. В 1960—2010 годах — на строительстве Буруктальского никилиево-кобальтового комбината, машинист, старший инженер отдела на Южноуральском машиностроительном заводе, заведующий отделом райкома КПСС, заместитель заведующего отделом Оренбургского обкома КПСС, 1-й секретарь Оренбургского горкома КПСС, 2-й секретарь Оренбургского обкома КПСС, заведующий сектором Организационного отдела Комитета народного контроля СССР, глава Временной администрации на части территорий Республики Северная Осетия и Ингушской Республики, председатель Временного государственного комитета Российской Федерации по ликвидации последствий осетино-ингушского конфликта октября-ноября 1992 г. (в ранге заместителя Председателя Правительства Российской Федерации), начальник Федерального горного и промышленного надзора России.
Избирался депутатом Верховного Совета РСФСР 10-го и 11-го созывов.
Скончался 8 февраля 2019 года в Москве. Похоронен на Троекуровском кладбище.